# Honkajoki
Honkajoki is een plaats en was een gemeente in de Finse provincie West-Finland en in de Finse regio Satakunta. De gemeente had een totale oppervlakte van 332 km² en telde 2104 inwoners in 2003.
Op 1 januari 2021 is de gemeente opgegaan in Kankaanpää.
Eura · Eurajoki · Harjavalta · Huittinen - Jämijärvi · Kankaanpää · Karvia · Kokemäki · Merikarvia · Nakkila · Pomarkku · Pori · Rauma · Siikainen · Säkylä · Ulvila
Voormalige gemeenten:
Ahlainen · Hinnerjoki · Honkajoki · Honkilahti · Kauvatsa · Keikyä · Kiikoinen · Kiukainen · Kodisjoki · Kullaa · Köyliö · Lappi · Lavia · Luvia · Noormarkku · Porin maalaiskunta · Rauman maalaiskunta · Vampula